# Jacques Barzun
Pour les articles homonymes, voir Barzun (homonymie).
Jacques Martin Barzun, né le 30 novembre 1907 à Créteil en France, et mort le 25 octobre 2012 à San Antonio, Texas dans sa 105e année,  est un historien et philosophe américain d'origine française, spécialisé dans l'histoire culturelle et l'histoire des idées. 
Il a écrit sur un large éventail de sujets, mais a développé une particulière notoriété dans la philosophie de l’éducation avec son livre Teacher in America (1945) qui a eu  une forte influence sur la formation des enseignants aux États-Unis dans l’après-guerre.

## Biographie
Fils de l'écrivain et du poète expérimental Henri-Martin Barzun (1881-1973) et de son épouse Anna-Rose, Jacques Barzun est né à Créteil, en banlieue parisienne, au sein de l'Abbaye, une expérience communautaire artistique dont son père faisait partie au moment de sa naissance. Celui-ci  travaillait au ministère du Travail. Le domicile parisien de la famille fut fréquenté par de nombreux artistes de la Belle Époque, comme le poète Guillaume Apollinaire, les peintres Albert Gleizes et Marcel Duchamp, le compositeur Edgard Varèse, et les écrivains Richard Aldington et Stefan Zweig. Jacques Barzun passa son enfance à Paris et à Grenoble.
C’est lors d’une mission diplomatique aux États-Unis au cours de la Première Guerre mondiale qu'Henri-Martin Bazin fut séduit par l’enseignement universitaire américain et décida d’y envoyer son fils faire ses études.
C'est ainsi que Jacques Barzun arrive aux États-Unis à l’âge de 12 ans et intègre une école préparatoire, puis l’université Columbia à New York. 
Barzun a été major de sa promotion au Columbia College en 1927. Il a obtenu son doctorat en 1932 et a enseigné l’Histoire de 1928 à 1955. Il est nommé membre de l’Académie américaine des arts et des sciences en 1954. De 1955 à 1968, il a été doyen de la graduate school, doyen des facultés, tout en étant également membre extraordinaire du Churchill College à l’université de Cambridge.
De 1968 jusqu’à sa retraite en 1975, il était professeur à l’université Columbia. De 1951 à 1963, Barzun est l’un des rédacteurs en chef du The Readers' Subscription Book Club et de son successeur le Mid-Century Book Society, par la suite il a été conseiller littéraire dans la maison d’édition Charles Scribner’s Sons de 1975 à 1993.
En 1936, Barzun épouse Mariana Lowell, une violoniste d’une éminente famille de Boston, qui décède en 1979. Ils eurent trois enfants : James, Roger et Isabel. En 1980, Barzun épouse Marguerite Lee Davenport. Depuis 1996 ils vivent dans sa ville natale à San Antonio, au Texas. Son petit-fils Matthieu Barzun fut ambassadeur des États-Unis en Suède d'août 2009 à octobre 2011.

## Décorations
- Chevalier de la Légion d'honneur[Quand ?][5]